# غنكرج كلا (تشلاو)
غنکرج کلا (بالفارسية: گنکرج کلا) هي قرية تقع في إيران في مازندران. يقدر عدد سكانها بـ 80 نسمة .